# San Roque Centro

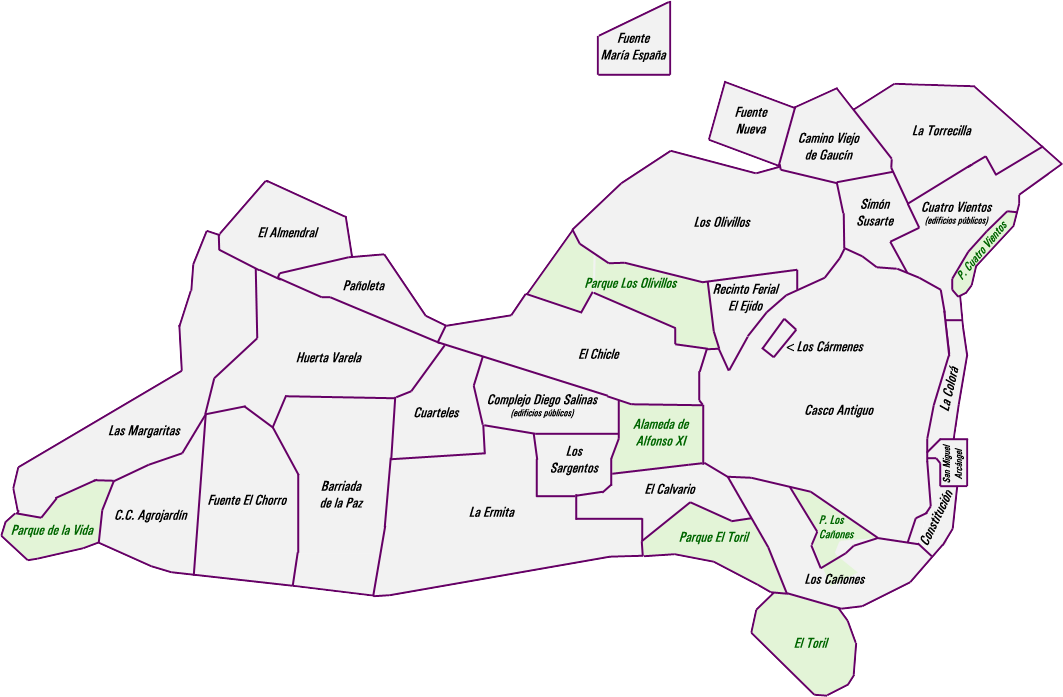
Plano de barrios y parques del casco urbano de San Roque.

Este artículo trata sobre el núcleo de población. Para una visión general del municipio, véase San Roque (Cádiz). Para otros usos, véase San Roque.
San Roque Centro, también conocido como San Roque Casco o Distrito 1, es el casco urbano y núcleo principal del municipio andaluz de San Roque y una de sus cuatro divisiones administrativas. El representante del Ayuntamiento para este distrito es José Antonio Rojas Izquierdo, del PSOE.
El casco urbano está situado en el Cerro de San Roque, una colina de 108 metros de altitud. Su población es de 10.715 habitantes, el más poblado de los cuatro distritos.
Este distrito aloja, como núcleo central, los grandes edificios públicos del municipio: el Ayuntamiento, la biblioteca municipal, el centro de salud y los institutos de educación secundaria entre otros.
La mayoría de los lugares de interés histórico del municipio están situados en este distrito, declarado conjunto histórico-artístico por el Ministerio de Cultura. Destacan la Iglesia de Santa María la Coronada y el Palacio de los Gobernadores, sede del museo municipal.

## Historia
En agosto de 1704, tras la toma de Gibraltar, se establecieron en el Cerro de San Roque más de 5.000 habitantes españoles de Gibraltar, que decidieron fundar una nueva población en territorio español en lugar de someterse al Imperio británico. Por este gesto de fidelidad a España, la ciudad recibió los títulos de Más Leal y Donde reside la de Gibraltar. El emplazamiento tuvo lugar en torno a la ermita de San Roque, en la cima del cerro, un templo que anteriormente ya era frecuentado por los gibraltareños.
Este lugar se consolidó para formar la ciudad que sustituiría a la de Gibraltar en su exilio, y el 21 de mayo de 1706 se constituyó el primer ayuntamiento de San Roque. Desde entonces, y hasta el año 2009, el Gobierno municipal tuvo su sede en la Plaza de Armas, situada junto a la iglesia de Santa María la Coronada, que fue construida sustituyendo a la ermita de San Roque. Las primeras viviendas y calles de la ciudad surgieron alrededor de estos dos edificios.

## Urbanismo
Con el paso del tiempo, el área urbana de San Roque ha aumentado gradualmente. Desde mediados del siglo XX nuevos barrios han surgido alrededor del casco antiguo. La carretera nacional 340, convertida posteriormente en la autovía del Mediterráneo, es una barrera física por el este y el sur que nunca ha sido rebasada por el crecimiento de la ciudad. Por su parte, en el norte están un territorio rural parcelado (El Albarracín) y un espacio natural, el Pinar del Rey. De ahí que el oeste haya sido la dirección en la que principalmente se ha ampliado el casco urbano de San Roque.
En la actualidad, mide aproximadamente 2 kilómetros de largo (oeste-este) por uno de ancho (norte-sur). Se puede recorrer enteramente a pie, desde La Torrecilla hasta la Fuente del Chorro, en 20 minutos.

### Barrios

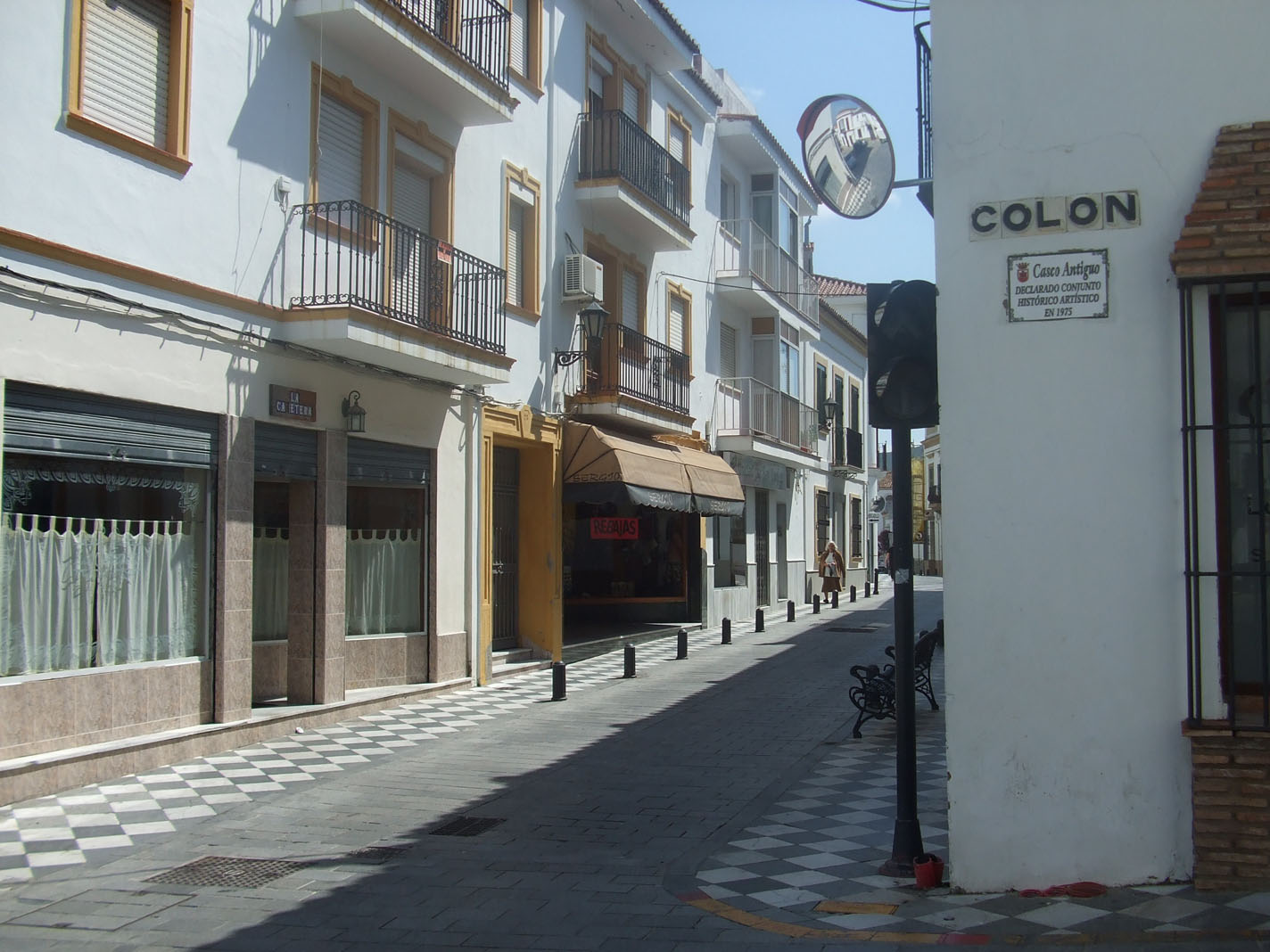
Cruce de las calles General Lacy y Colón, en el Casco Antiguo. En la placa, la distinción del mismo como Conjunto Histórico-Artístico.

#### Casco Antiguo
El Casco Antiguo, declarado Conjunto Histórico-Artístico, coincide con la extensión de la ciudad en la década de 1950, antes de que surgieran los primeros barrios periféricos. Sus calles configuran un plano irregular por las laderas del Cerro de San Roque.

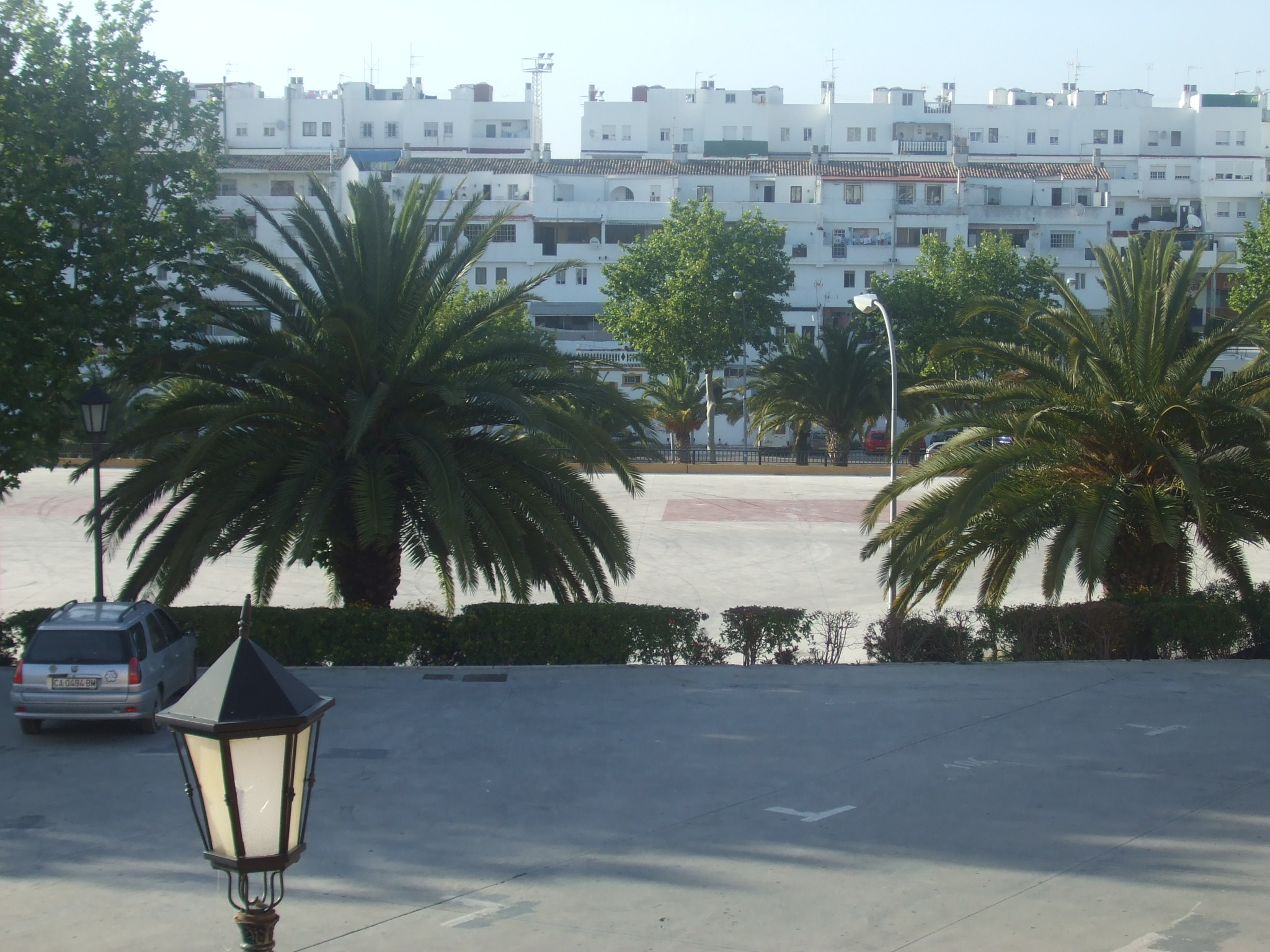
Los Olivillos, barrio situado al noroeste de la ciudad.

#### Alrededor del Casco Antiguo
En sentido horario desde las 12 (norte):
- Simón Susarte (36°12′51″N 5°23′01″O / 36.21417, -5.38361): Pequeña urbanización situada en el norte de San Roque, lleva el nombre del pastor gibraltareño que lideró el primer intento de recuperar el Peñón en 1704. Fue inaugurada en 1964 junto al parque del mismo nombre.[14][15]
- La Torrecilla (36°12′58″N 5°22′57″O / 36.21611, -5.38250): Barrio de reciente formación, situado en el extremo nordeste de la ciudad.[16] Su eje principal es la Avenida de Europa.
- Cuatro Vientos (36°12′45″N 5°22′55″O / 36.21250, -5.38194): Parque situado en la entrada este a San Roque. En sus alrededores se encuentran toda clase de edificios públicos.
- Los Cañones (36°12′30″N 5°23′05″O / 36.20833, -5.38472): Situado al sur de San Roque, fue uno de los primeros barrios en aparecer en torno al Casco Antiguo, en la década de 1960. Está formado por todas las calles situadas entre el Mirador Poeta Domingo de Mena y el cruce de El Toril.[17][18] En su zona más alta están expuestos los cañones utilizados por el Ejército en el Gran Asedio a Gibraltar.
- El Calvario (36°12′33″N 5°23′16″O / 36.20917, -5.38778): Urbanización situada al suroeste de la ciudad, entre la Alameda de Alfonso XI y el Parque del Toril. El polideportivo municipal está situado junto a sus bloques.[19]
- Los Olivillos (36°12′48″N 5°23′13″O / 36.21333, -5.38694): Gran barriada que ocupa toda la zona noroeste de la ciudad. Comprende, además de sus viviendas, el estadio de fútbol del Club Deportivo San Roque[20] y el Recinto Ferial El Ejido, en el cual se celebra la Feria Real de San Roque.[21]

#### En la ampliación hacia el oeste
- El Chicle (36°12′41″N 5°23′26″O / 36.21139, -5.39056): Formado en los años 70, fue el primer ensanche de San Roque. Se trata de un barrio formado por viviendas de autoconstrucción, erigidas sin planificación urbanística.[22]  Situado junto al Camino del Almendral y linealmente en perpendicular al río Pino.
- Pañoleta (36°12′44″N 5°23′40″O / 36.21222, -5.39444): Pintoresca urbanización formada por edificios de colores. Es una extensión de El Chicle hacia el oeste.
- Residencial La Ermita (36°12′32″N 5°23′32″O / 36.20889, -5.39222): Barrio de gran extensión situado al sur de la Ermita de San Roque. De reciente construcción, empezó a tomar forma en 1985 y se expandió continuamente hasta el estallido de la burbuja inmobiliaria.[23] Los principales equipamientos deportivos de la ciudad, como el estadio municipal, la piscina y el pabellón de deportes se sitúan en esta zona.
- Los Sargentos (36°12′35″N 5°23′25″O / 36.20972, -5.39028): Barrio situado al oeste de la Alameda de Alfonso XI, delimitado por los edificios municipales, la Ermita y la plaza de toros. Recibe el nombre de su calle principal.[24]
- Cuarteles (36°12′37″N 5°23′35″O / 36.21028, -5.39306): Antiguas dependencias del cuartel militar de San Roque. Actualmente está en obras la construcción de 152 nuevas viviendas de protección oficial en esta zona.[25]
- Huerta Varela (36°12′40″N 5°23′42″O / 36.21111, -5.39500): Terrenos sin edificar situados al oeste de Cuarteles. Actualmente en fase de conversión a suelo urbanizable, el Ayuntamiento tiene planes de construir más de 1000 viviendas en esta zona.[26]
- Barriada de la Paz (36°12′36″N 5°23′42″O / 36.21000, -5.39500): Situada a más de un kilómetro al oeste del Casco Antiguo, existió como una pedanía de San Roque hasta que fue alcanzada por el crecimiento urbanístico de la ciudad. La conforman dos grupos de viviendas separadas por la Calle de la Ermita. Conocida por ser la salida del encierro del Toro del Aguardiente, que pone fin a la Feria Real de San Roque.[27]
- Fuente El Chorro (36°12′37″N 5°23′49″O / 36.21028, -5.39694): El barrio más occidental de San Roque. Situado al oeste de la Barriada de la Paz, junto a la fuente que le da su nombre y la salida oeste de la ciudad hacia la Autovía del Mediterráneo.[28]

#### Zonas residenciales en los extrarradios
- Las Margaritas
- El Almendral
- Fuente María España
- El Albarracín

### Calles

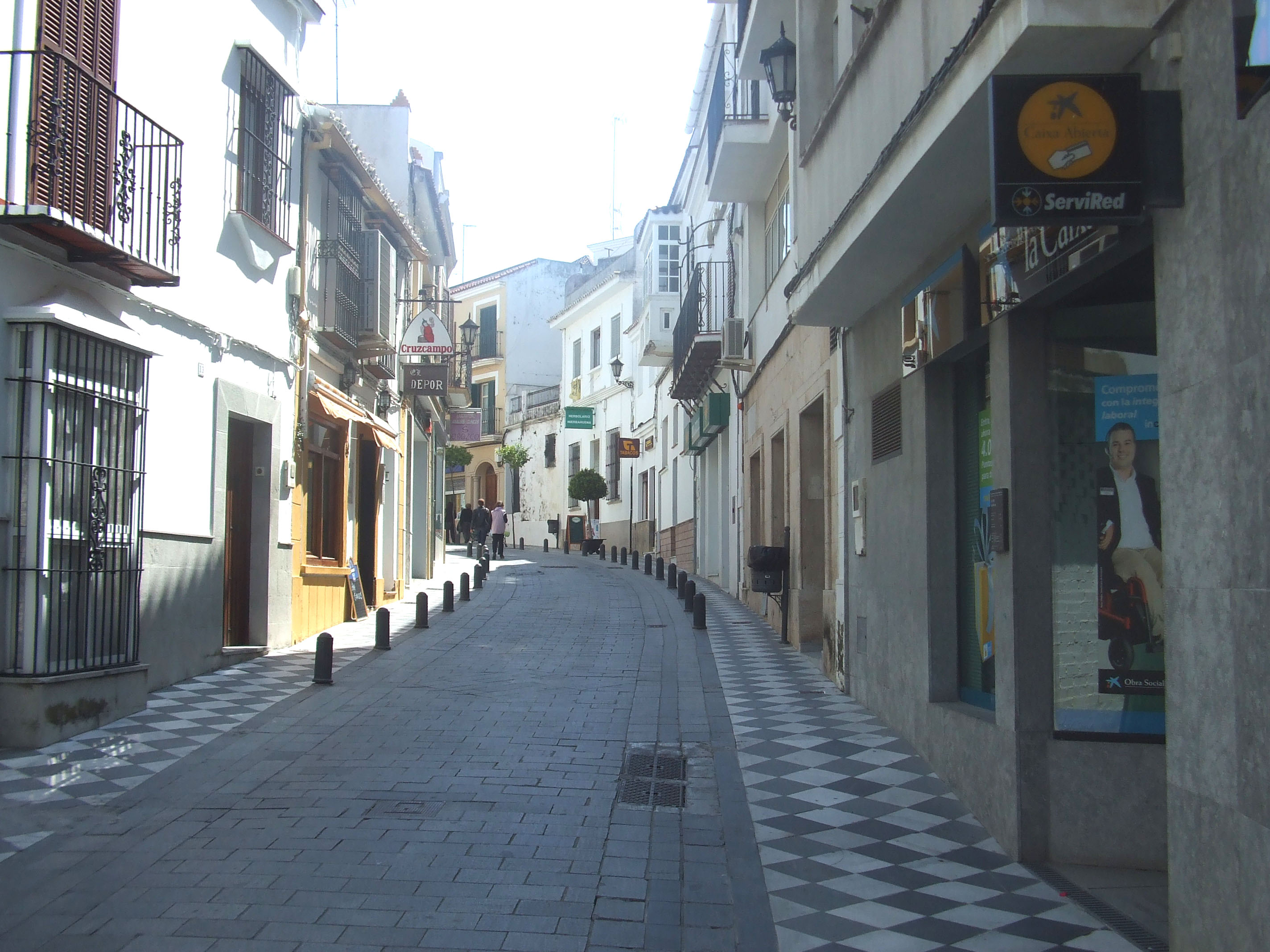
Calle General Lacy.

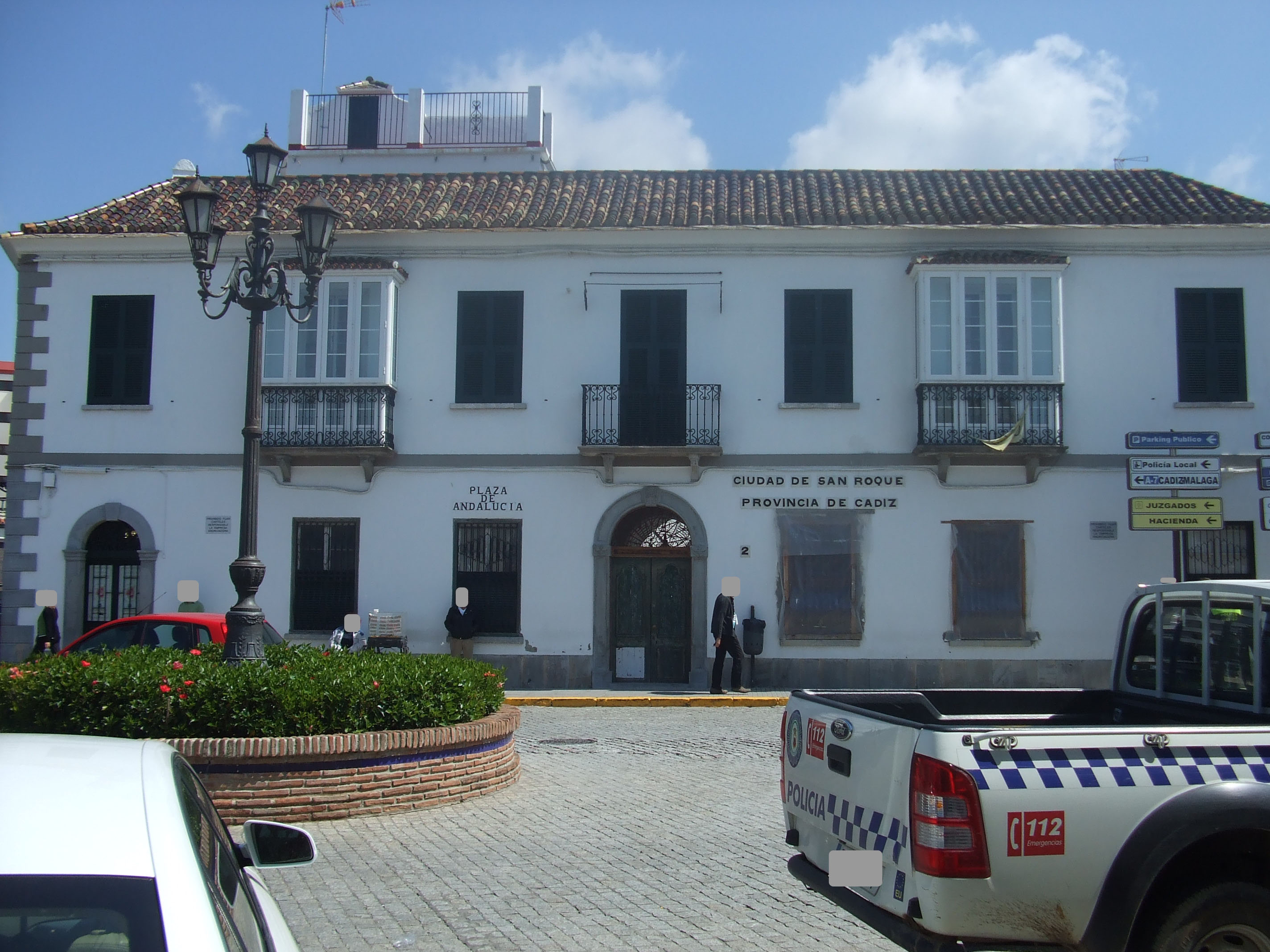
Plaza de Andalucía.

Las principales calles del casco urbano son:
- Calles General Lacy y Coronel Moscoso, conocidas en conjunto como Calle Málaga, son las principales calles comerciales de San Roque. Siguen un recorrido suroeste-nordeste desde la Plaza de Andalucía hasta Cuatro Vientos. Las separa la Calle La Cruz al cruzarse con ellas.
- Calle San Felipe. La calle más representativa de San Roque. Es un empinado carril de adoquines que va desde la Plaza de Andalucía hasta la Plaza de la Iglesia en un recorrido oeste-este.
- Calle Almoraima. Una de las calles más antiguas de la ciudad. Comunica la Calle General Lacy con la Calle San Felipe en un itinerario norte-sur.
- Calle Cazadores de Tarifa, conocida popularmente como El Carril. Entrada principal a San Roque desde la CA-34, en ella está situada el Edificio Judicial. Comprende un trayecto norte-sur desde la Plaza de Andalucía hasta el enlace de El Toril.
- Avenida de Castiella. Situada al este del casco urbano, en ella están localizadas la mayoría de las instituciones públicas: el centro de salud, la casa-cuartel de la Guardia Civil, el cementerio y tanatorio municipal, dos institutos y un colegio. Trayecto norte-sur de La Torrecilla al Parque de Cuatro Vientos pasando por Simón Susarte.

### Plazas
- Alameda de Alfonso XI, plaza principal del municipio y sede del Teatro Juan Luis Galiardo.
- Plaza de Andalucía, anexa a la Alameda y punto de encuentro de las principales calles de la ciudad.
- Plaza de la Iglesia, en la cima del cerro de San Roque. En ella está situada la Iglesia de Santa María la Coronada.
- Plaza de Armas, antigua sede del Ayuntamiento.
- Plaza Concha, al este del casco urbano.
- Plaza de las Constituciones, sede del Ayuntamiento, el Edificio Diego Salinas y la Policía Local.

### Parques
Situados en los barrios homónimos:
- Parque de Cuatro Vientos
- Parque de Los Cañones
- Parque de Los Olivillos
- Parque de Simón Susarte
- Parque del Toril

## Galería de imágenes

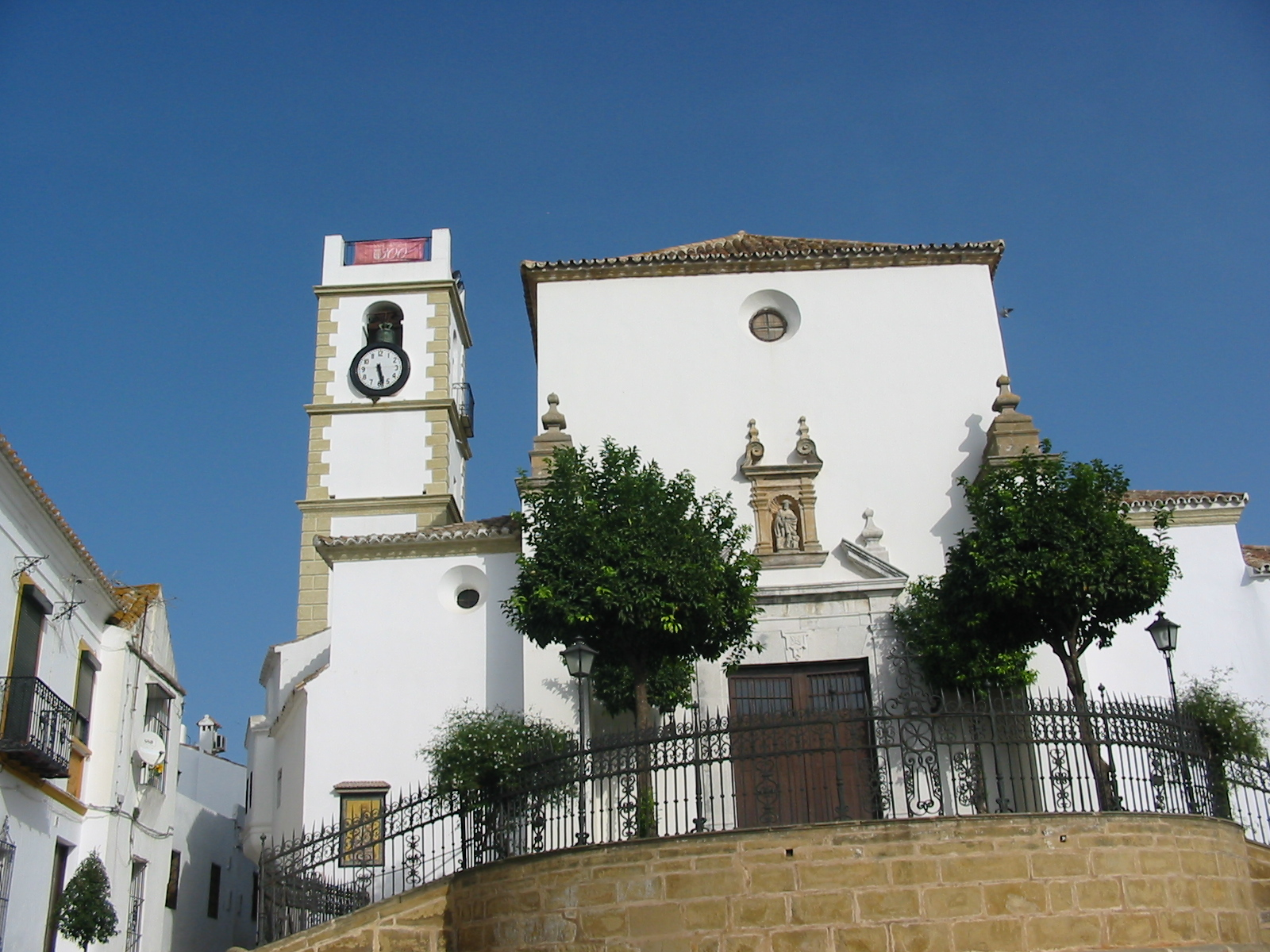
Iglesia de Santa María la Coronada.
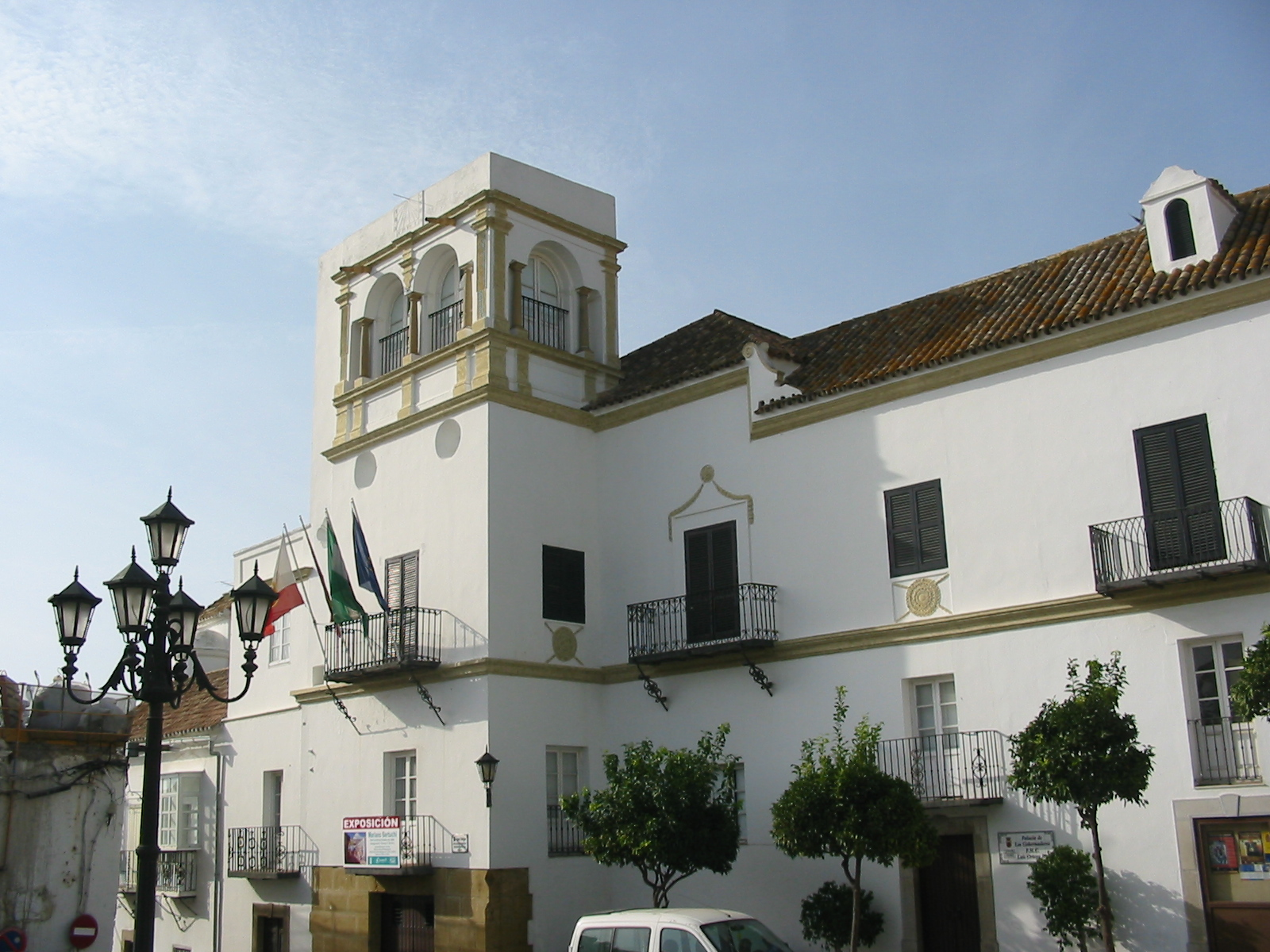
Palacio de los Gobernadores.
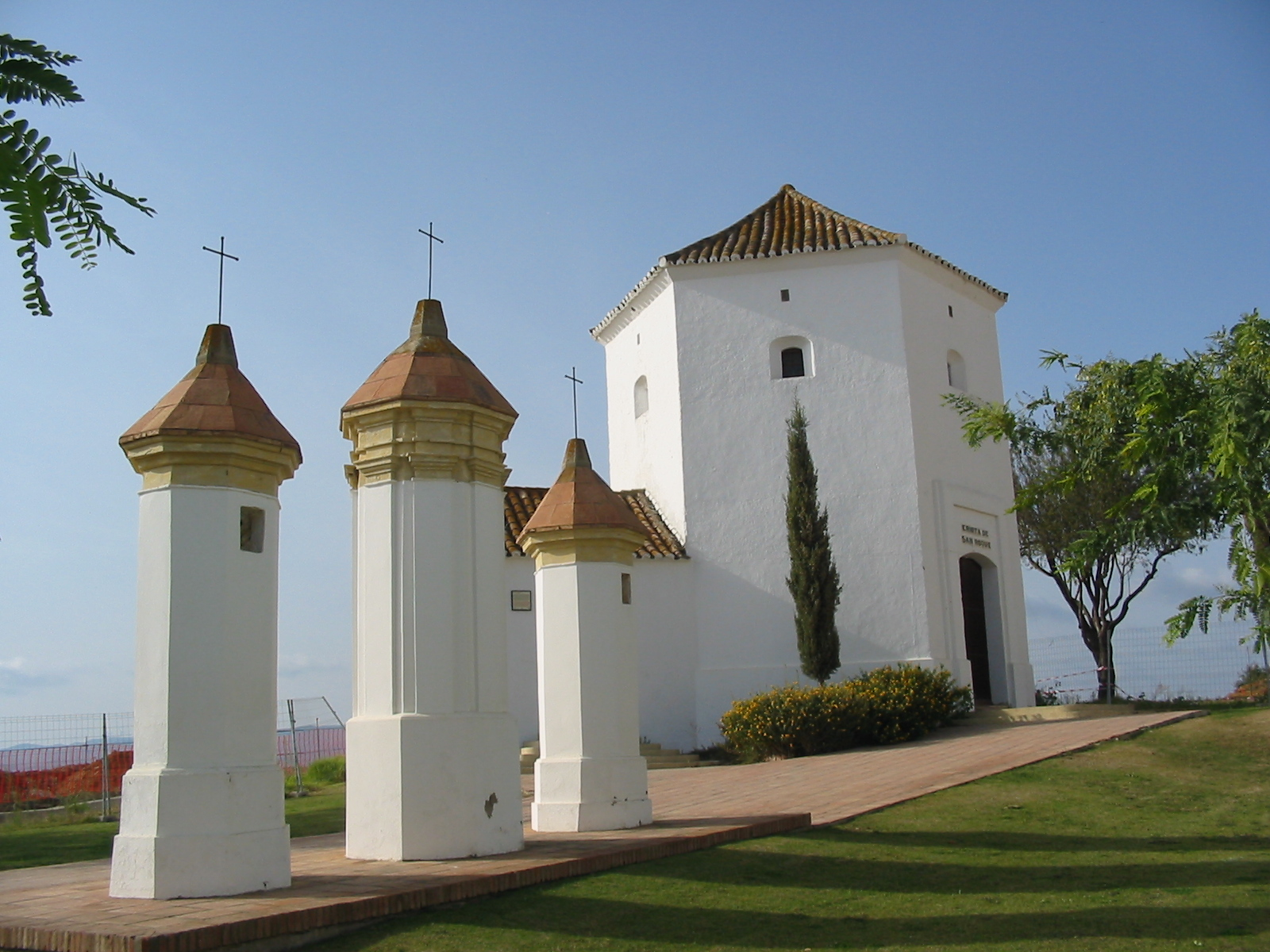
Ermita de San Roque.
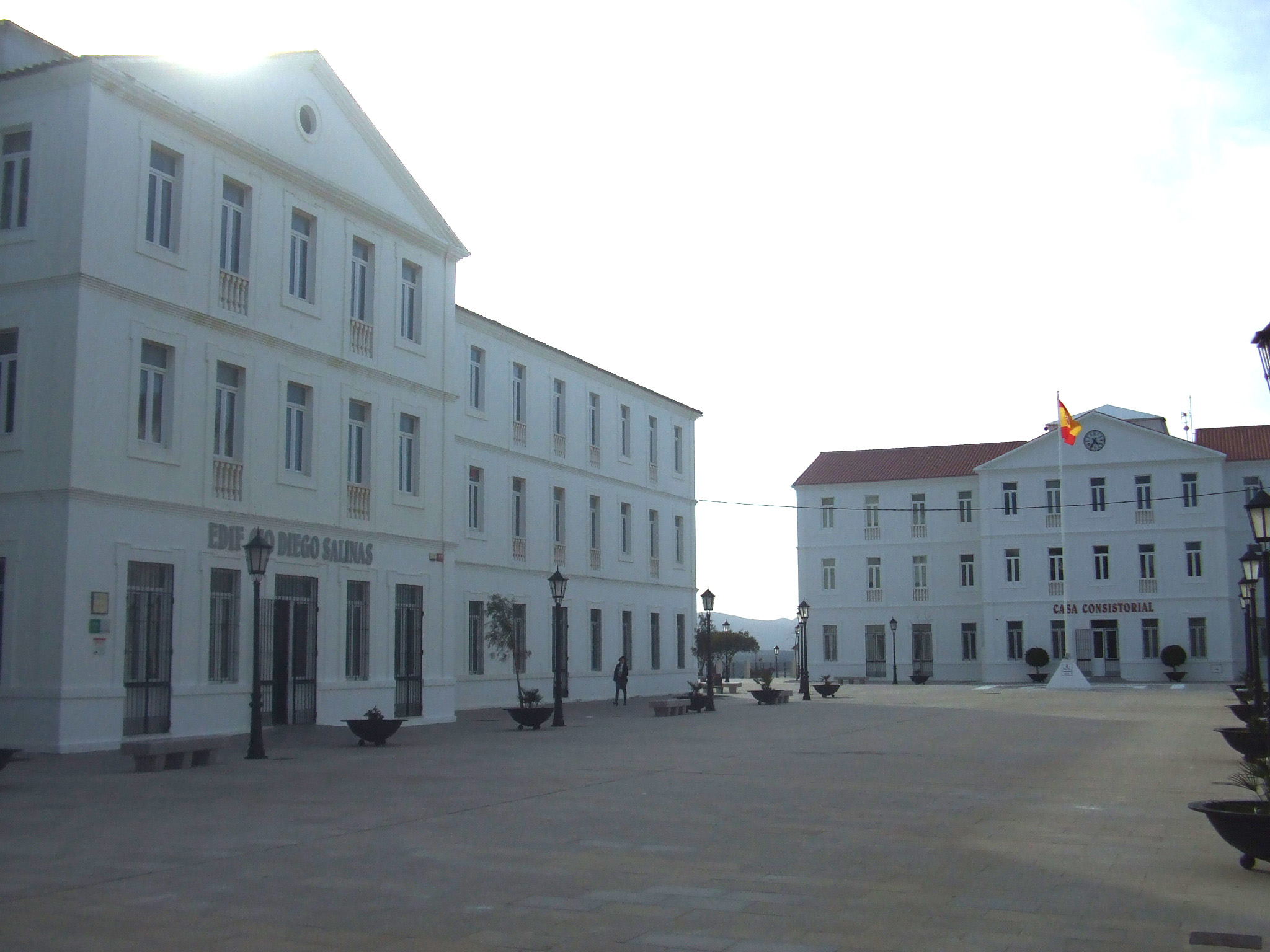
Edificio Diego Salinas y nueva Casa Consistorial.
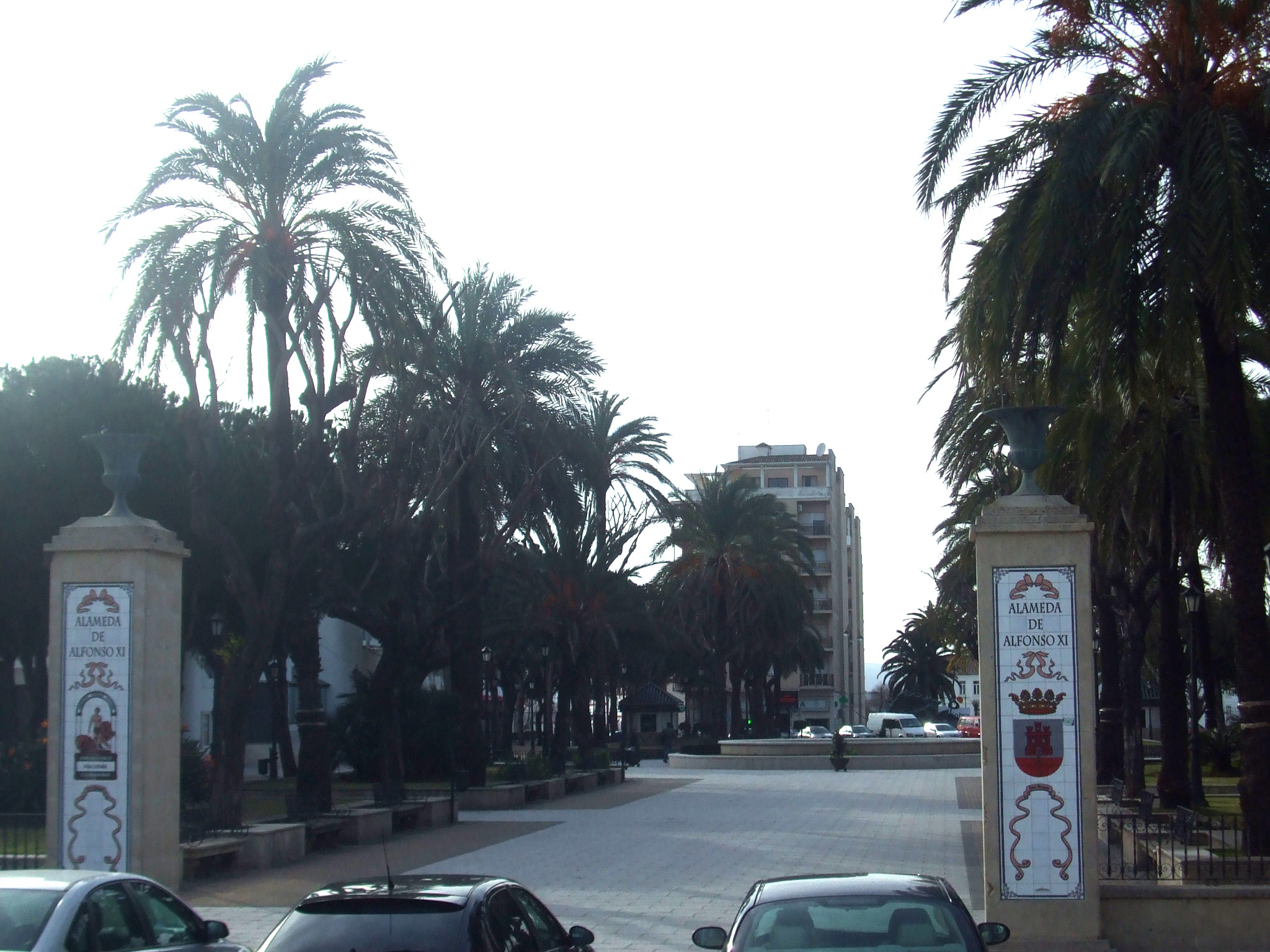
Alameda de Alfonso XI.
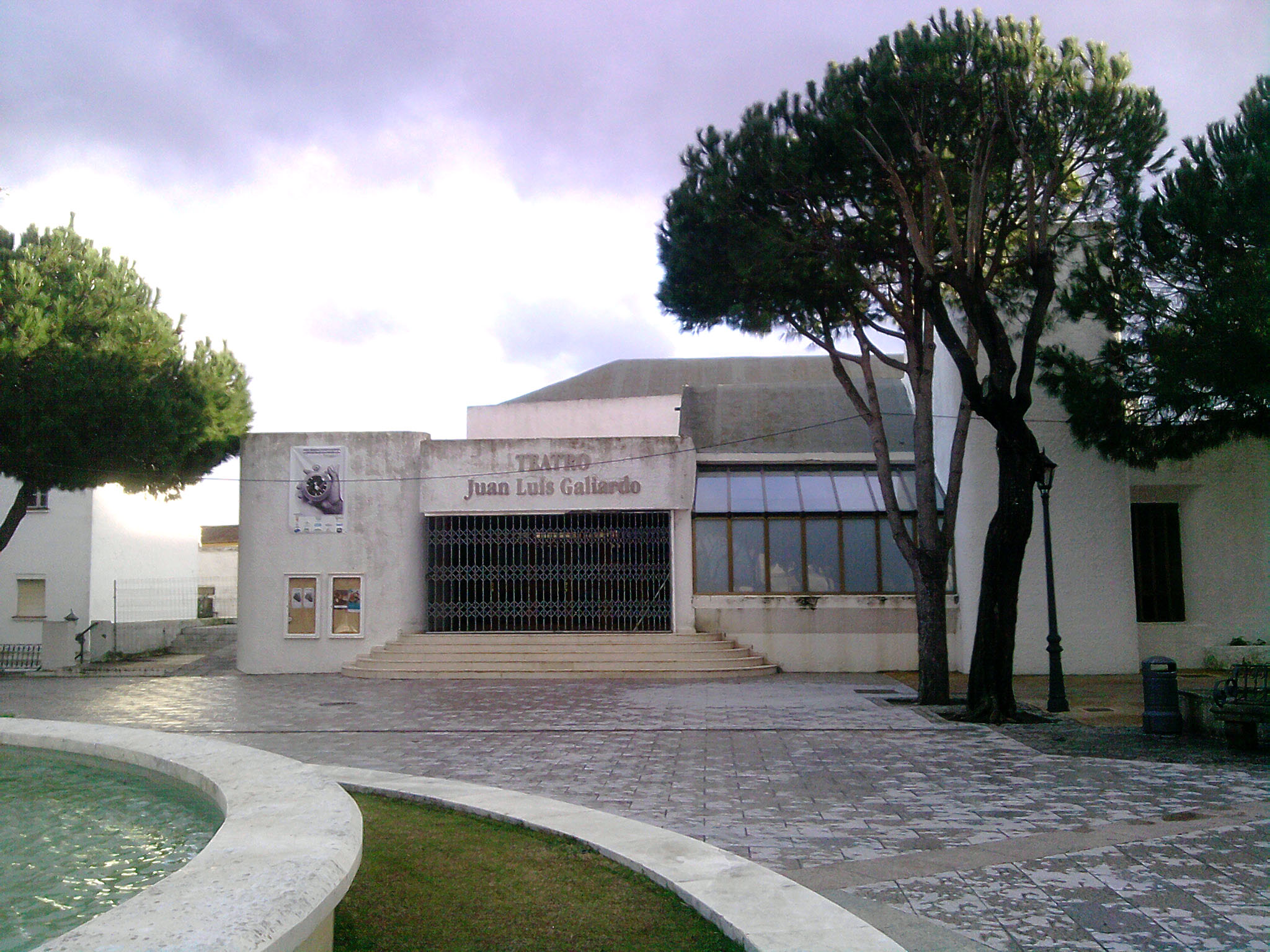
Teatro Juan Luis Galiardo, en la Alameda.
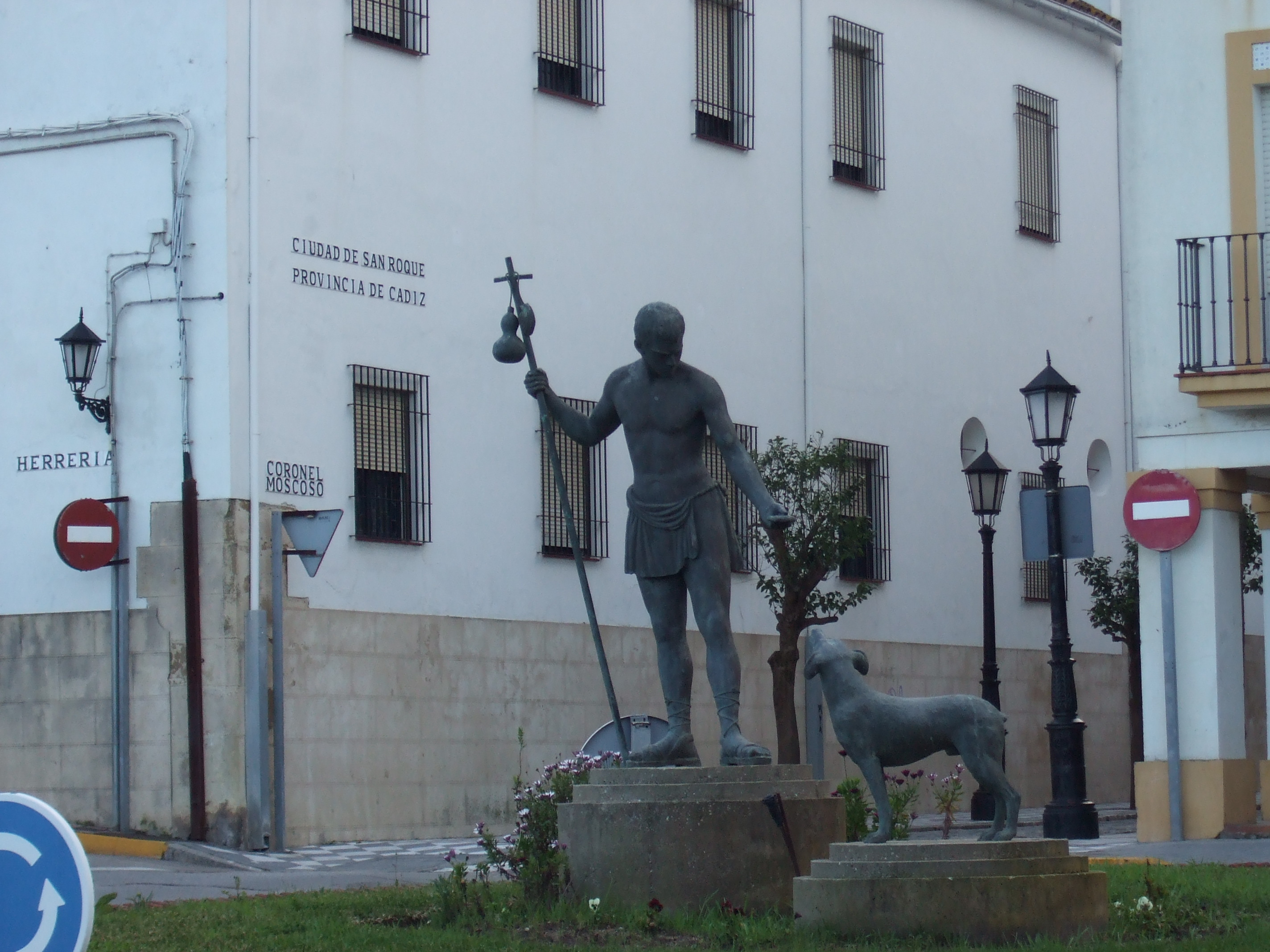
Estatua de San Roque y su perro.
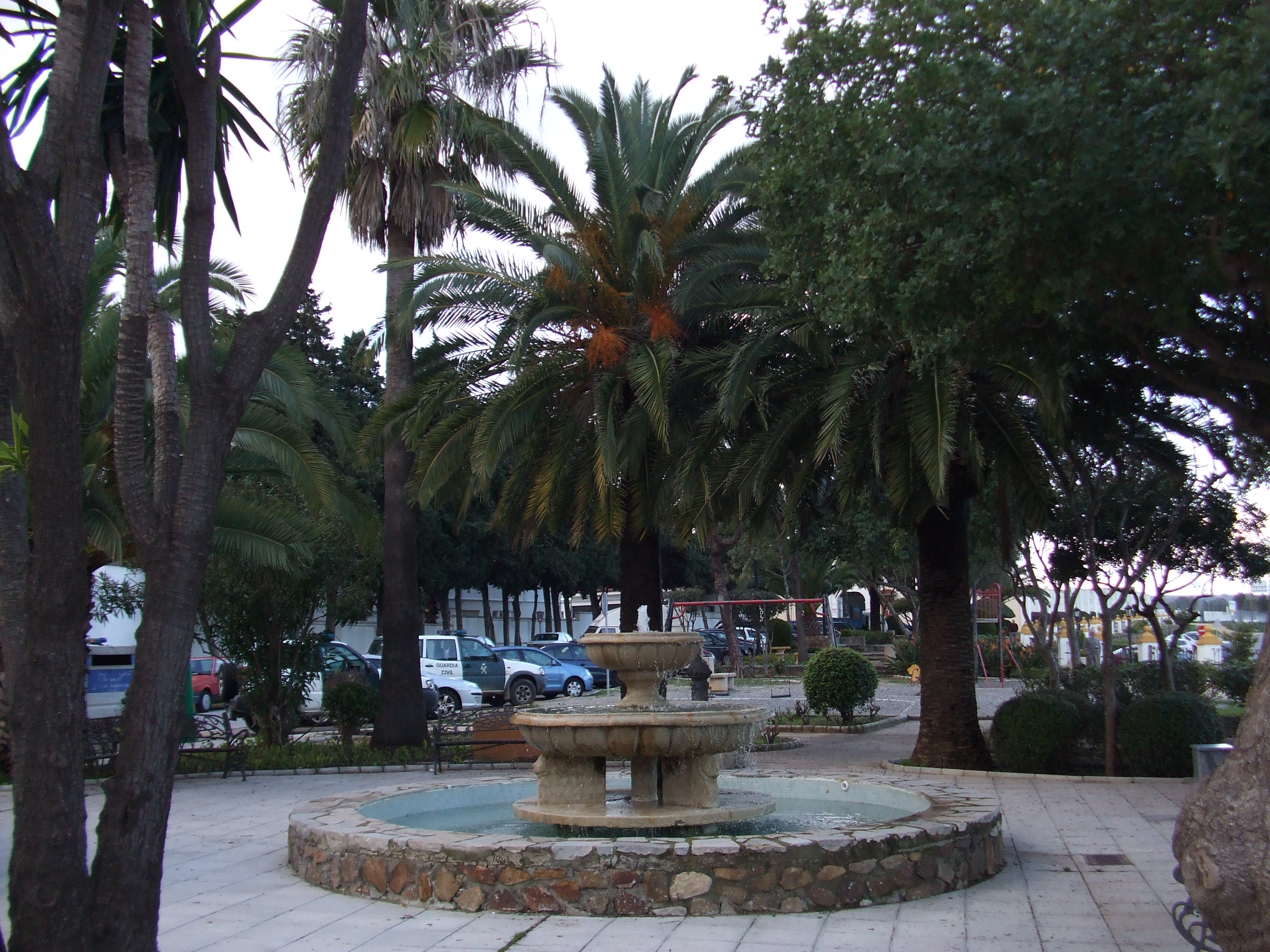
Fuente del Parque de Cuatro Vientos.
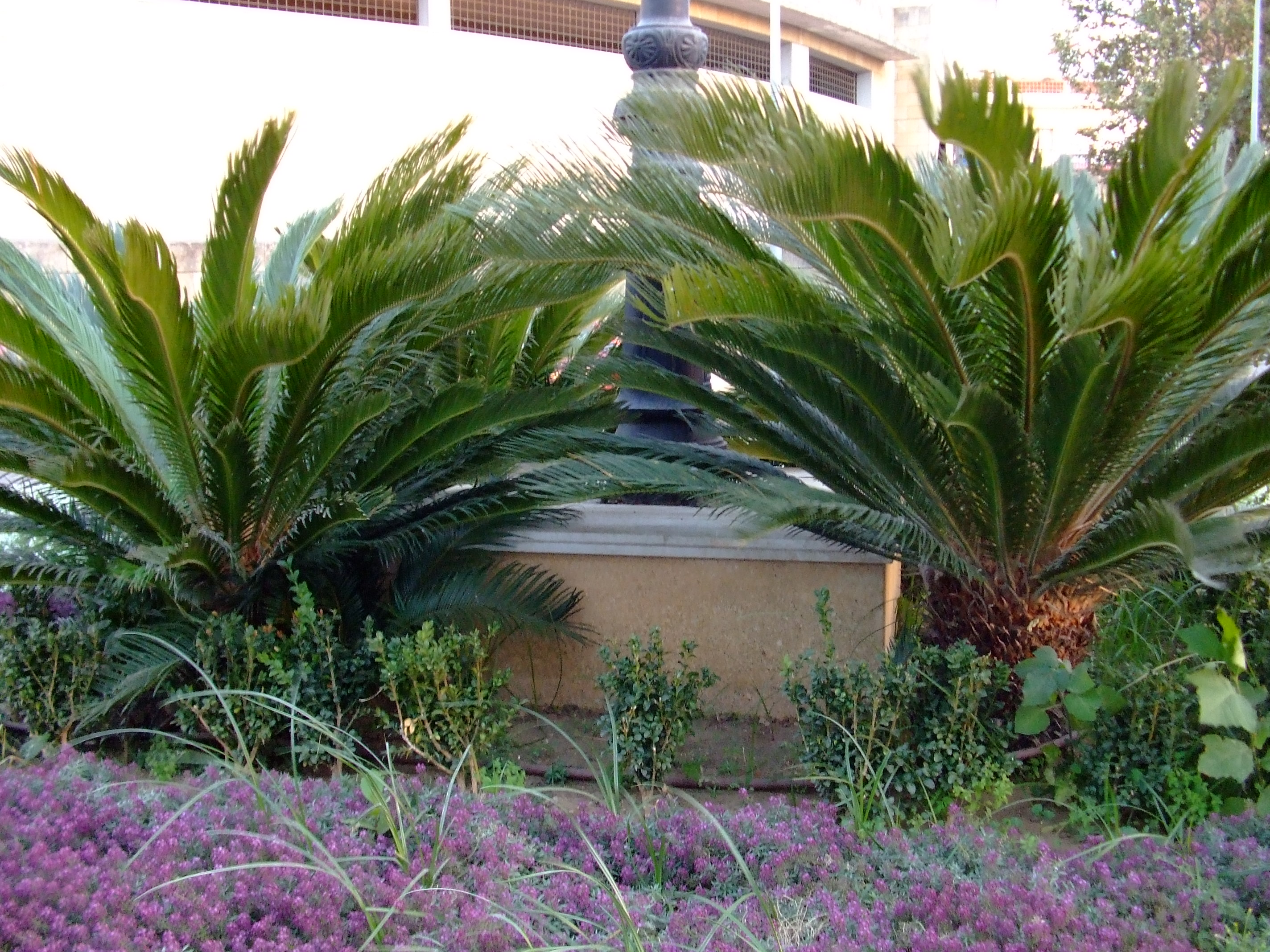
Flores y palmeras frente al mercado municipal.
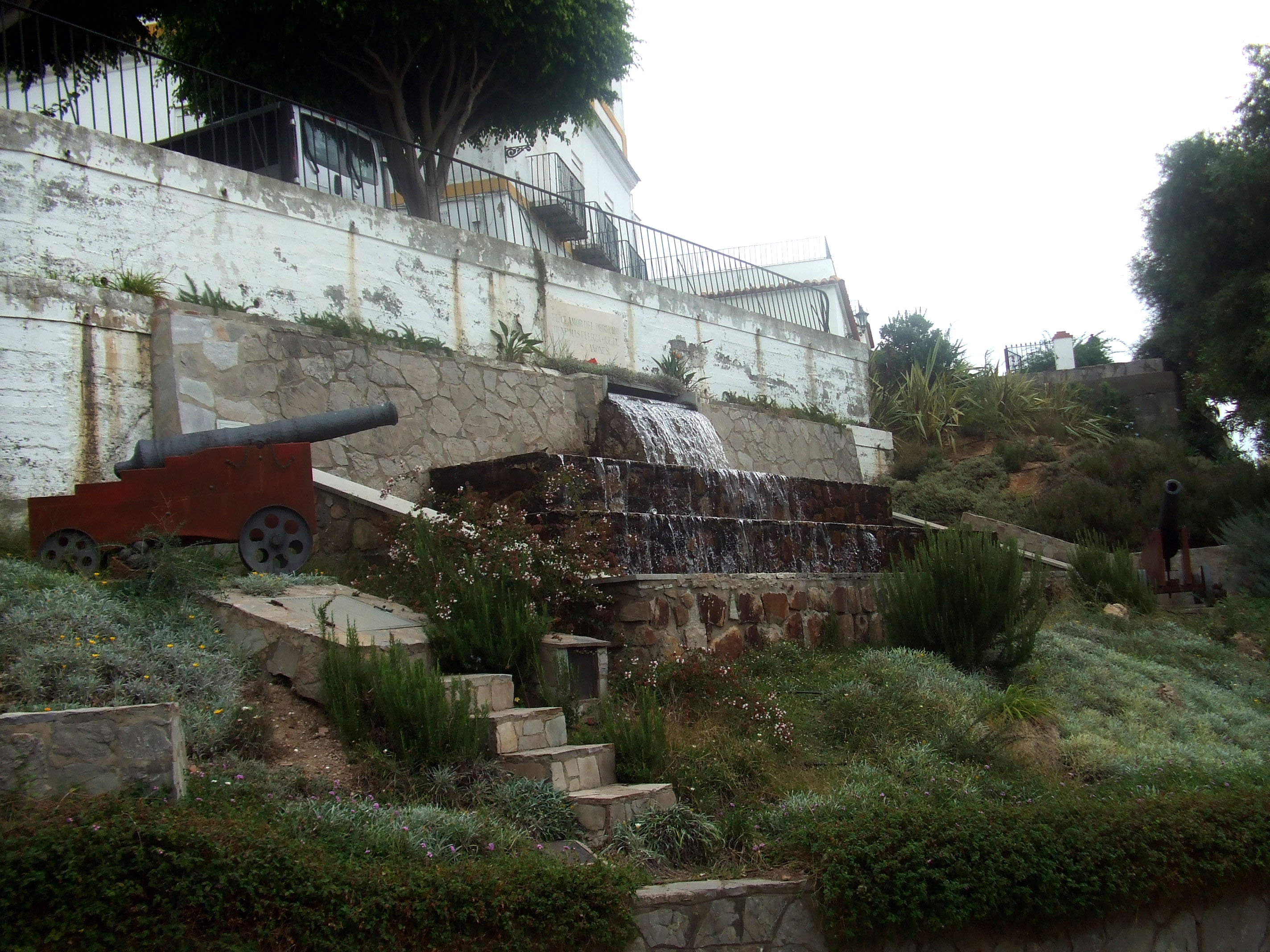
Cañones del siglo XVIII en el Mirador.